# Рено де Куртене
Рено де Куртене (фр. Renaud de Courtenay), в Англии известен как Реджинальд де Куртене (англ. Reginald de Courtenay; ок. 1100 — ок. 27 сентября 1194) — сеньор де Куртене ок. 1145 — 1150/1155, 1-й барон Саттон из Беркшира с 1161, третий сын Миля, сеньора де Куртене, и Ирменгарды, дочери Рено II, графа Невера. Рено был родоначальником английской ветви дома Куртене (позже Кортни), представители которого носят титул графов Девона.

## Биография
Точный год рождения Рено неизвестен. Он происходил из знатного французского рода, владевшего землями с центром в Куртене.
Около 1145 года после смерти старшего брата Гильома Рено унаследовал родовые владения. Вскоре после этого Рено в составе армии короля Франции Людовика VII принимал участие во Втором крестовом поход. Там Рено поссорился с королём, который в итоге конфисковал владения Рено и передал их своему младшему брату Пьеру, женив его на Елизавете, дочери Рено. Причина ссоры неизвестна. Возможно, Рено был приверженцем Алиеноры Аквитанской. После её развода с Людовиком VII Рено отправился вслед за вторым мужем Алиеноры, Генрихом II Плантагенетом, в Англию.
В Англии король даровал Рено владения в Беркшире. Там же Рено вторично женился. В 1161 году Генрих II присвоил Рено титул барона Саттона из Беркшира. Также Рено занимал должности шерифа Девона и кастеляна Эксетера.
В 1172 году Рено сопровождал короля в ирландской экспедиции в графство Уэксфорд.
Согласно «Fundationis et Fundatorum Historia», написанном в аббатстве Форд, Рено умер 27 сентября 1194 года, но возможно это известие относится к его одноимённому сыну.

## Брак и дети
1-я жена: с ок. 1120/1130 Елена (Елизавета) (ок. 1113 — ок. 1153), дочь Фредерика дю Донжон. Дети:
- Гильом (ум. до 1190)
- Рено (ок. 1125 — 27 сентября 1194[1] или 1 августа 1209[4]), родоначальник ветви Куртене из Окгемптона (позже графы Девона)
- Елизавета (1135/1145 — после 14 сентября 1205); муж: Пьер I де Куртене, сеньор де Куртене, 6-й сын короля Франции Людовика VI, родоначальник 2-го дома Куртене
- Эльвида; муж: Аваллон де Сегнеле

2-я жена: согласно «Fundationis et Fundatorum Historia» второй женой Рено была Авиза д’Авранш (ум. 1 августа 1209), дочь Роберта д’Авранша и Матильды Авенил. В то же время «Burke’s Peerage» указывает второй женой Рено Мод (Мария) Фиц-Роберт (ум. 1224), дочь Роберта Фиц-Эдит, барона Окгемптона (незаконнорождённого сына короля Англии Генриха I) и Мод д’Авранш. По предположению «Foundation for Medieval Genealogy» в «Burke’s Peerage» неверно интерпретировали первичные источники и перепутали Рено и его старшего сына Гильома, который и был женат на Мод Фиц-Роберт. Дети:
- Роберт (ум. 1206/1209), 2-й барон Саттон из Беркшира, шериф Камберленда, родоначальник угасшей ветви Куртене из Саттона
- Энжелин (ум. после 1209); муж: Гилберт I Бассет (ум. ок. 1205/1206)
- (?) Генрих (ум. до 1231)